# Batalha da ilha de Saltes
A batalha da ilha de Saltes ou batalha de Saltes foi um combate naval travado em 17 de julho de 1381 entre uma esquadra portuguesa e outra castelhana, do qual a segunda saiu vitoriosa. A batalha desenvolveu-se fundamentalmente em águas próximas da ilha de Saltes, na  ria de Huelva, Andaluzia, Espanha, durante a terceira guerra fernandina. A frota castelhana comandada por Fernão Sanches de Tovar infligiu uma derrota decisiva à frota portuguesa comandada por João Afonso Telo, que resultou na destruição do poder ofensivo naval de Portugal e na afirmação da supremacia naval castelhana no oceano Atlântico.

## Antecedentes
Na sequência da morte de Pedro I de Castela (r. 1350–1369), Fernando I de Portugal declarou guerra a Castela pela posse do trono castelhano, iniciando uma série de conflitos que ficou conhecida como guerras fernandinas. Em 1373, a segunda dessas guerras terminou com a assinatura do Tratado de Santarém entre Fernando e Henrique II de Castela. No entanto, após a morte de Henrique em 1379 e a ascensão ao trono castelhano de João I, apesar do parecer contrário dos seus principais conselheiros, Fernando decide atacar Castela. Para tal, em 1380 ou início de 1381, por intermédio de João Fernandes Andeiro, então a viver em Inglaterra, enceta negociações com o jovem rei Ricardo II de Inglaterra para obter o apoio deste contra Castela. O duque de Lencastre João de Gante, amigo pessoal de Andeiro, que desde 1371 reclamava também o trono castelhano, viu nesse acordo um meio de reforço da sua causa, e enviou para Lisboa 2 000 soldados ingleses sob o comando do conde de Cambridge Edmundo de Langley para apoiar a incursão portuguesa em território castelhano. Iniciava-se assim a terceira guerra fernandina
Para evitar que o contingente inglês fosse intercetado no mar pela marinha de Castela, o monarca português preparou um bloqueio naval. Em meados de julho de 1381 zarpou de Lisboa uma frota portuguesa comandada por João Afonso Teles de Menezes, conde de Barcelos, que se dirigiu para a foz do Guadalquivir para impedir a passagem da frota castelhana, que estava ancorada em Sevilha. Entretanto, o almirante castelhano Fernão Sanches de Tovar zarpou da sua base em Sevilha rumo às costas portuguesas. A 17 de julho as duas frotas navegando em sentido contrário avistaram-se ao largo do Algarve.

## Batalha

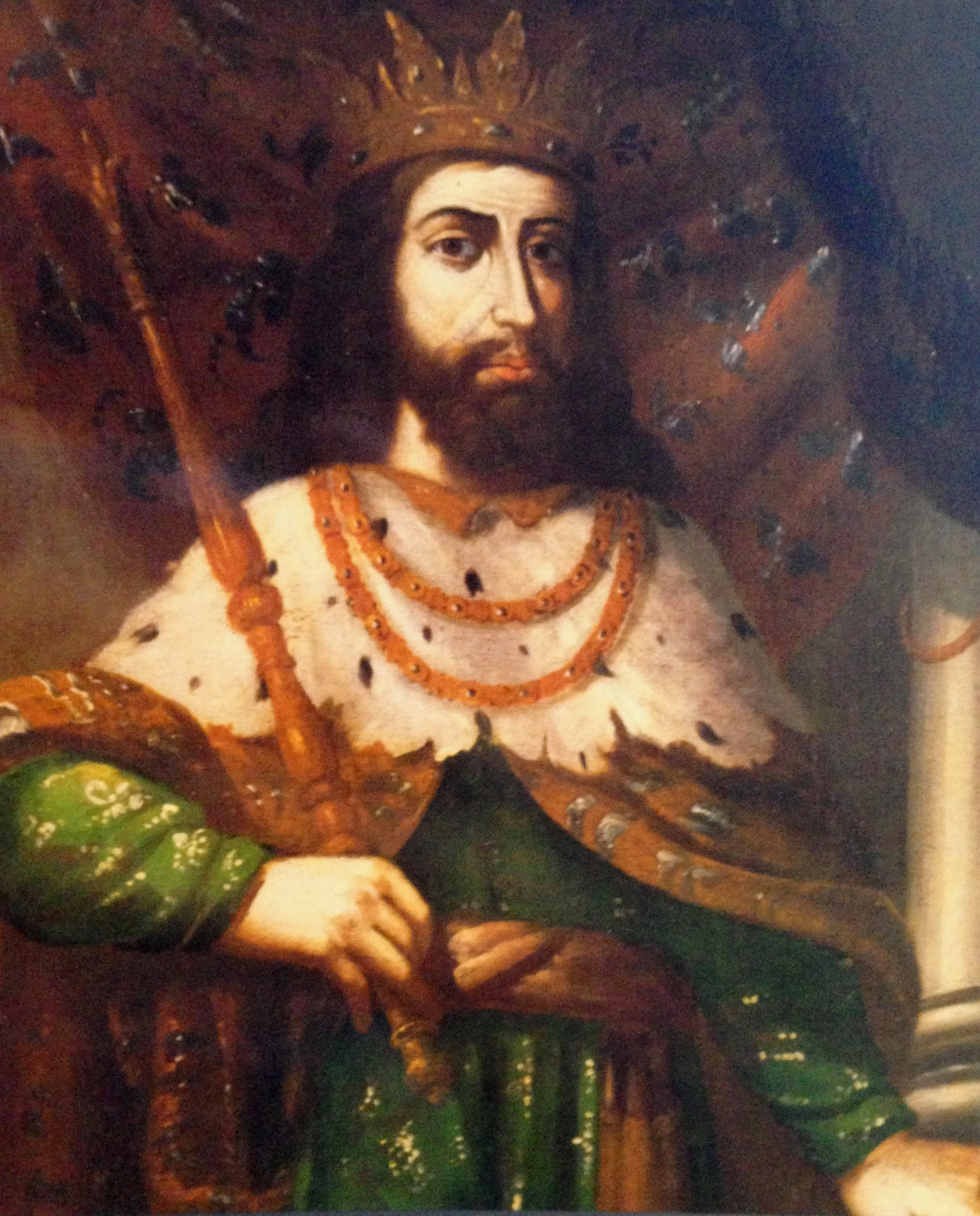
Rei D. Fernando de Portugal

Depois de avaliar a situação, o almirante castelhano considerou ser muito improvável conseguir uma vitória naquelas circunstâncias, pelo que ordenou a mudança de rumo de volta para um porto castelhano. Os portugueses viram nisso uma oportunidade única de vencer o inimigo e iniciaram a perseguição da frota castelhana.
Ficou patente a inteligência tática do almirante Sánchez de Tovar como marinheiro, que ordenou aos seus homens que remassem em ritmo acelerado, forçando os seus perseguidores a maximizarem os seus esforços para bater a velocidade do oponente; as diferentes velocidades a que os navios portugueses avançavam faria com que eles ficassem cada vez mais separados uns dos outros e rompessem a sua formação.
Após aproximadamente duas horas, a exaustão, a sede e o calor do verão fizeram-se sentir nos remadores portugueses, e muitos dos seus navios ficaram para trás. Oito deles, a vanguarda da frota portuguesa, atacaram a pequena ilha de Saltes, perto de Huelva, e  destruíram propriedades dos pescadores nas proximidades.
Vendo que os seus oponentes tinham caído na sua armadilha, Sánchez de Tovar lançou os seus navios em formação compacta contra o inimigo e capturaram facilmente as galés portuguesas. O resto da frota portuguesa aproximou-se desordenadamente, com um navio de cada vez, e foi igualmente capturada sem dificuldade. Por fim, só uma das 23 galés portuguesas logrou escapar aos homens de Sánchez de Tovar.

## Consequências

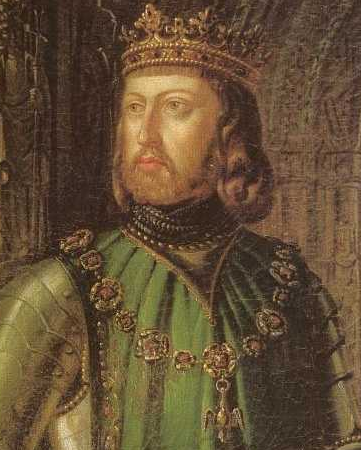
Rei João I de Castela

O almirante Fernão Sanches de Tovar entrou triunfalmente com as 22 galés capturadas no porto de Sevilha, sendo aclamado pelos habitantes. Este facto permitiu que os ingleses desembarcassem em Lisboa a 19 de julho sem qualquer incidente. Mais tarde, as tropas inglesas do duque de Lencastre aparelharam os seus navios para enfrentarem a frota de Sánchez de Tovar. Contudo, ao saberem que ele tinha voltado para Sevilha, voltaram para Inglaterra, deixando em Lisboa as forças terrestres inglesas, as quais foram, na sua maior parte, enviadas para o Alentejo, onde se tinham iniciado os combates no final da primavera, com escaramuças, seguidas de um ataque mal sucedido a Badajoz, a que se seguiu um cerco castelhano a Elvas iniciado a 13 de julho e que duraria 35 dias.
A retumbante vitória de Sánchez de Tovar teve consequências óbvias na terceira guerra fernandina, por ter anulado a capacidade ofensiva naval de Portugal e ter obtido a supremacia naval castelhana no Atlântico. Nesse ano os portugueses não conseguiriam armar mais frotas contra Castela, que em contrapartida, não necessitava de o fazer, pelo que os castelhanos exerceram um controlo efetivo do mar. Por conseguinte, a batalha marcou o fim da campanha militar naval portuguesa de 1381.
Os efeitos da derrota portuguesa também se fizeram sentir no ano seguinte, quando, numa altura em que estava mais fraco do que habitualmente, Portugal teve que enfrentar um vigoroso ataque castelhano por mar e por terra. A armada castelhana entrou no Tejo a 7 de março e, limitando-se a defesa portuguesa à capital muralhada, os arredores foram extensivamente saqueados pelos invasores, que provocaram grande destruição, que se estendeu até Sintra e Palmela. Os combates, sobretudo na fronteira, prosseguiram até julho, na forma de escaramuças, com ambos os lados a evitarem confrontos decisivos. Finalmente, depois de várias negociações, inicialmente informais entre prelados e nobres dos dois lados, e oficiais a partir de agosto, foi posto fim à guerra com o Tratado de Elvas, assinado em 9 de agosto de 1382 sem conhecimento dos ingleses. Esse tratado estipulava, entre outras cláusulas, o casamento da infanta Beatriz de Portugal com o segundo filho de João de Castela, o futuro Fernando I de Aragão. O casamento não se chegou a realizar, tendo Beatriz acabado por casar com João de Castela, o que esteve na origem da crise dinástica portuguesa de 1383–1385.